# Mundochthonius bifurcatus
Espèce
Mundochthonius bifurcatus est une espèce de pseudoscorpions de la famille des Chthoniidae.

## Distribution
Cette espèce est endémique de Corée du Sud. Elle se rencontre sur le mont Songni dans le Chungcheong du Nord.

## Publication originale
- Kim & Hong, 1994 : Two new species of Chthoniidae (Arachnida: Pseudoscorpiones) from Korea. Korean Journal of Systematic Zoology, vol. 10, no 1, p. 47-53.